# Mike and Jake as Pugilists
Mike and Jake as Pugilists è un cortometraggio del 1913 diretto da Allen Curtis. Prodotto e distribuito dall'Universal Film Manufacturing Company (con il nome Joker), uscì in sala il 24 dicembre 1913.